# Roadhouse Blues
Roadhouse Blues – bluesowo-rockowa piosenka amerykańskiego zespołu The Doors wydana na płycie Morrison Hotel.
Roadhouse Blues był pierwszym wydanym singlem z albumu Morrison Hotel w 1970 roku. Utwór został również użyty w filmie The Doors. Roadhouse Blues osiągnął 50 miejsce na liście singli w USA.
Jej pierwszy wers Keep your eyes on the road, your hands upon the wheel (Utrzymuj wzrok na drodze, a ręce na kierownicy) zawiera prostą instrukcję, której Jim Morrison użył podczas nauki jazdy samochodem swojej dziewczyny Pameli Courson.
Wers Well, I woke up this morning and I got myself a beer (Więc wstałem dziś rano i wypiłem sobie piwo) odnosi się do rozmowy Jima z Alice’em Cooperem. Morrison słysząc wypowiedziane przez Coopera zdanie spontanicznie zanotował je na kartce.